# Nikanor (Diakon)

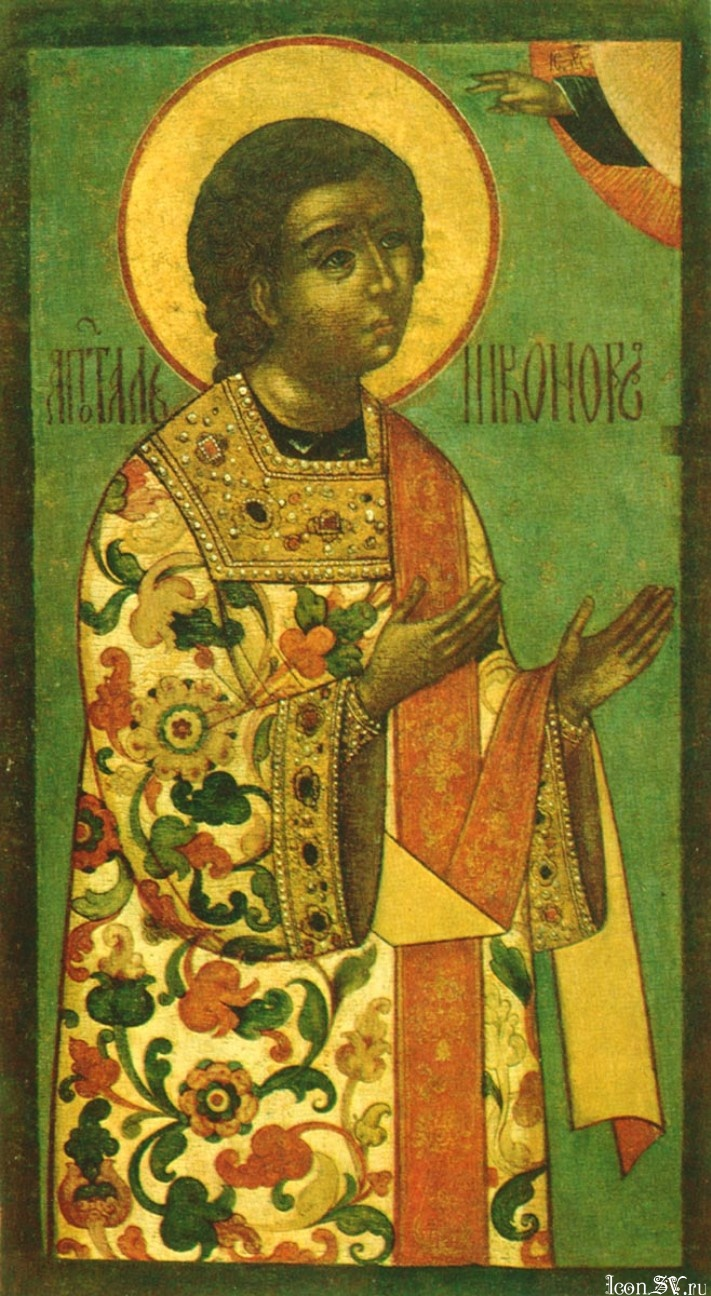
Hl. Nicanor (1685)

Nikanor (altgriechisch Νικάνωρ; * um 1; † möglicherweise um 76 auf Zypern) war neben Stephanus, Philippus, Prochorus, Timon, Parmenas und Nikolaus einer der Hellenisten der Jerusalemer Urgemeinde, die von den Aposteln ausgewählt, als Sieben-Männer-Gremium der Gemeinde vorstanden und als die „Sieben Diakone“ in die Geschichte eingingen. Sein Name („der Sieger“) und seine Funktion unter den Griechisch sprechenden Christen sprechen für eine griechische Herkunft. Sowohl in der katholischen wie auch in der orthodoxen Kirche ist sein Gedenktag der 28. Juli, in der orthodoxen Kirche zusätzlich der 4. Januar.
Wegen ihrer in der Tradition Jesu Christi stehenden Kritik am Tempel und den Gesetzen wurden sie im Gegensatz zu den aramäisch sprechenden, gesetzestreuen Judenchristen aus Jerusalem vertrieben. Diese versprengten Christen, zu denen mutmaßlich auch Nikanor gehörte, begannen die Missionierung der Heiden. Von den Aposteln wurde er ausgewählt, bei den Griechisch sprechenden Christen den Dienst an den Armen und die Verkündigung des Evangeliums – die klassischen Aufgaben des Diakons – zu leisten. Einer alten Überlieferung zufolge erlitt er am selben Tag wie der heilige Stephanus im Jahr 76 auf Zypern das Martyrium.